# Posta-Nilla
Nilla Jönsdotter, kallad Posta-Nilla, född 30 mars 1820 i Matteröd, död 15 september 1916 i Ignaberga, båda orterna i nuvarande Hässleholms kommun, var ett postbud, som givit namn åt flera företeelser i sin hembygd. Hon arbetade på Hovdala slott som postbud i nästan femtio år.

## Biografi
Nilla Jönsdotter var dotter till rusthållaren Jöns Björnsson och hans hustru Pernilla Pehrsdotter. Som 18-åring kom hon till byn Broslätt söder om Hovdala och började arbeta för godset. Från ca 1850 till slutet av seklet var hon postbud åt såväl Hovdala som åt prästgården i Brönnestad. Hon vandrade två gånger i veckan med post till och från Kristianstad, där närmsta poststation fanns, en sträcka på närmre 40 kilometer i vardera riktningen. 1 mars 1861 öppnades en poststation i den nya orten Hässleholm, mindre än 10 kilometer från Hovdala. Posta-Nilla gick nu tre gånger i veckan dit i stället.
Nilla var ogift men fick två barn som hon ensam tog hand om. Hon bodde från 1860-talet i en liten stuga i Broslätt som fattigvårdsstyrelsen arrenderade av Hovdala. 1897 fick hon ta emot Kungliga Patriotiska Sällskapets guldmedalj för långvarig och trogen tjänst. På sin ålderdom flyttade Nilla till sin dotter Johanna i grannsocknen Ignaberga. Tidningen Norra Skåne skrev i en notis efter hennes död 1916 att ”hon således [gick] 17 856 mil eller nära 4 och en half gång jorden runt”

## Broslätt och Posta-Nillas stuga

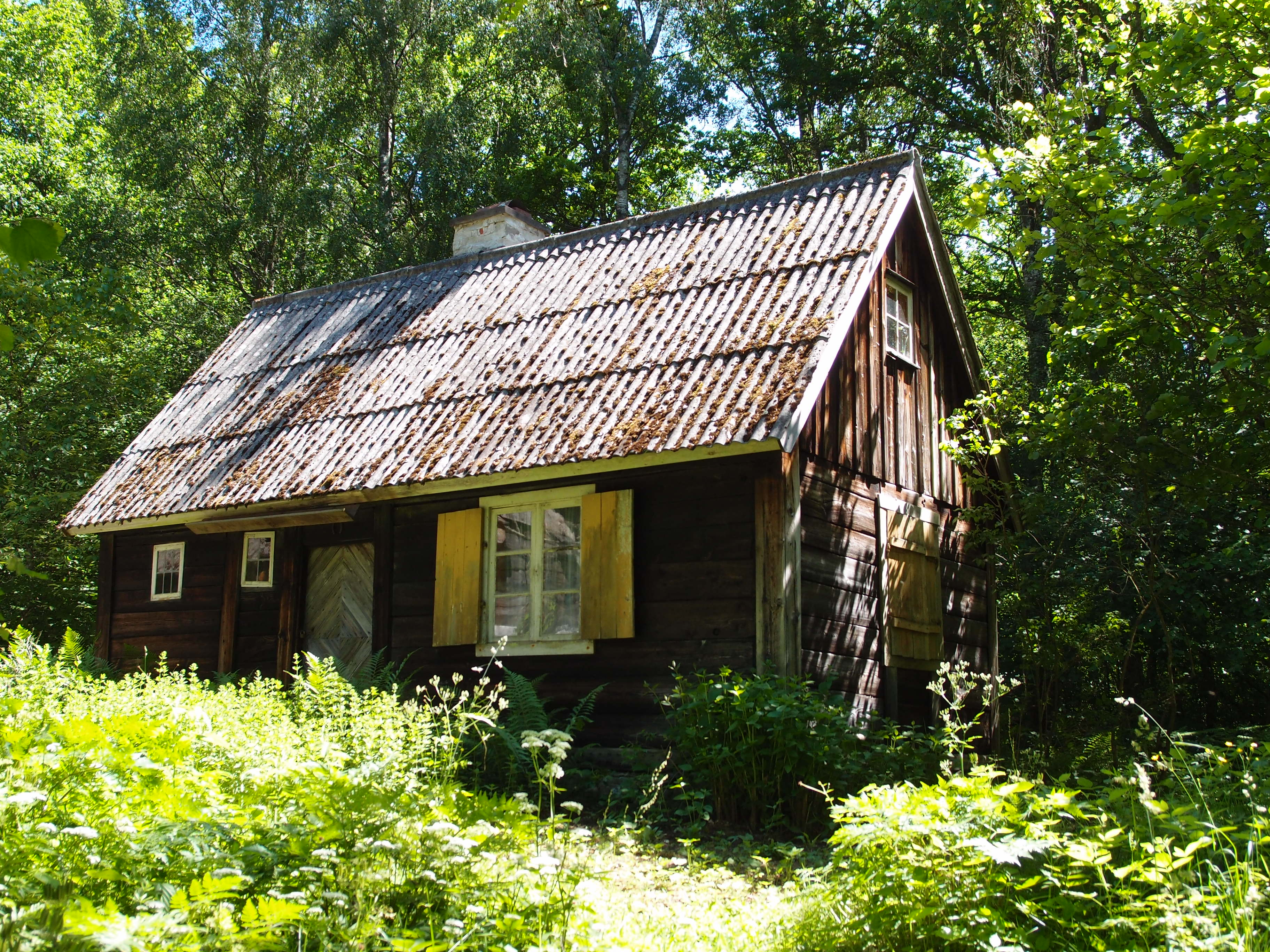
Posta-Nillas stuga

Broslätt var en hantverkarby under Hovdala med anor från början av 1600-talet, kanske ännu tidigare. När staten tog över Hovdala-området 1945 för att använda som militärt övningsområde, började byn att avfolkas. Flera hus revs eller flyttades, däribland Posta-Nillas stuga 1959. Den återuppfördes dock senare i en skogsbacke öster om grannbyn Nösdala.

## Nutid
Författaren Christina Claesson tog i början av 2000-talet initiativ till Posta-Nilla-vandringar, alltså vandringar mellan Hovdala och Kristianstad på ungefär de vägar som Posta-Nilla kan ha gått. I fyra år, 2003-2006, genomfördes vandringen och det första året deltog 120 personer.
2010 tog Skånetrafiken i bruk ett nytt tågsätt, ett pågatåg med namnet Posta-Nilla.
Hässleholms kommun öppnar 2017 en ny vandringsled, I Posta-Nillas spår. Den går från Hässleholms centrum ner till trakten av Broslätt och tillbaka till centrum. Ett par andra vandringsleder går från Hovdala, via Nösdala, förbi Posta-Nillas stuga.